# Brutal Truth
Brutal Truth was een Amerikaanse grindcore-band uit New York, geformeerd door ex-Anthrax, Nuclear Assault en Stormtroopers of Death basgitarist Dan Lilker in 1990. De band ontbond in 1999, maar hervormde in 2006 en bleef muziek uitbrengen tot 2014.

## Bezetting
- Kevin Sharp[3] (zang, 1990–1998, 2006–2014)
- Dan Lilker[4] (basgitaar, achtergrondzang, 1990–1998, 2006–2014)
- Brent 'Gurn' McCarty[5] (e-gitaar, 1990–1998)
- Scott Lewis[6] (drums, 1990–1993)
- Richard Hoak[7] (drums, 1994–1998, 2006–2014)
- Jody Roberts (gitaar, 2006–2007)
- Erik Burke[8] (gitaar, 2007–2013)
- Dan O'Hare[9] (gitaar, 2013–2014)

## Geschiedenis
Brutal Truth werd in 1990 geformeerd in New York, New York. De band was oorspronkelijk gecontracteerd bij Earache Records, waarbij ze de twee albums Extreme Conditions Demand Extreme Responses en Need to Control uitbrachten, evenals de ep Perpetual Conversion en 7" singles voor de nummers Ill Neglect en Godplayer. Gedurende deze tijd werden muziekvideo's gemaakt voor de nummers Ill Neglect, Collateral Damage en Godplayer. Brutal Truth raakte gefrustreerd door Earache Records en stapte over naar Relapse Records, bekend om zijn selectie van grindcore-acts, bij wie ze bleven tot de ontbinding van de band.
Met Relapse brachten ze het mini-album Kill Trend Suicide uit, een volledige publicatie met de naam Sounds of the Animal Kingdom en het dubbel cd live-album Goodbye Cruel World. De band heeft ook veel split 7" singles uitgebracht bij kleinere labels, waarvan de meeste niet meer gedrukt en moeilijk te vinden zijn. De nummers van deze 7" singles werden verzameld op de tweede schijf van Goodbye Cruel World. De band werd rond 1999 ontbonden vanwege interne financiële en managementconflicten. In 2001 kende het Guinness Book of Records Brutal Truth het record toe voor kortste muziekvideo voor hun video Collateral Damage, die 2,18 seconden lang is en bestaat uit 48 snel achter elkaar stilstaande beelden gevolgd door een fragment van een explosie.
Drummer Richard Hoak leverde ook zang en drums voor het project Total Fucking Destruction. Kevin Sharp bracht in 2004 een album uit met Venomous Concept, een hardcore punkband met leden van The Melvins en Napalm Death. Hij was ook lid van de Australische grindband Damaged voor iets meer dan een jaar in 1999. Hij is momenteel ook betrokken bij de in Atlanta gevestigde hardcore-metal, grindcore-band Primate, met gitarist Bill Kelliher van Mastodon. Dan Lilker speelt nu voor een groot aantal bands en is momenteel bassist voor het herenigde Nuclear Assault. Brutal Truth werd in 2006 opnieuw geformeerd met driekwart van de definitieve bezetting (Lilker, Hoak en Sharp). Erik Burke (van Lethargy) verving Brent McCarty op gitaar. Op 8 juli 2008 werden vier nieuwe Brutal Truth-nummers uitgebracht op de compilatie This Comp Kills Fascists. Dit was het eerste nieuwe materiaal van de band in bijna tien jaar.
Op 21 januari 2009 werd aangekondigd dat Brutal Truth klaar was met het opnemen van het nieuwe album Evolution Through Revolution. Het werd uitgebracht op 14 april in Noord-Amerika, 17 april in Duitsland en op 20 april wereldwijd. De band heeft ook het hele album beschikbaar gemaakt via streaming media vanaf hun website. Een video voor Sugardaddy/Branded werd uitgebracht op 17 juli 2009. Op 27 september 2011 bracht Brutal Truth End Time on Relapse uit. In 2012 nam de band deel aan het Lausanne Underground Film and Music Festival, met materiaal gecomponeerd door Robert Piotrowicz. In oktober 2012 nam Dan O'Hare het gitaarwerk over. Brutal Truth zou op 11 november 2013 een split uitbrengen met Bastard Noise. Op 10 januari 2014 kondigde Lilker aan dat hij op 18 oktober 2014 op zijn 50e verjaardag met pensioen zou gaan als fulltime opname- en tourneemuzikant. Als gevolg hiervan werd Brutal Truth op deze dag ontbonden.

## Discografie

### Studioalbums
- 1992: Extreme Conditions Demand Extreme Responses (Earache Records)
- 1994: Need to Control (Earache Records)
- 1996: Kill Trend Suicide (Relapse Records)
- 1997: Sounds of the Animal Kingdom (Relapse Records)
- 2009: Evolution Through Revolution (Relapse Records)
- 2011: End Time (Relapse Records)

### Extended plays
- 1990: The Birth of Ignorance demo
- 1992: Ill Neglect (Earache Records)
- 1993: Perpetual Conversion (Earache Records)
- 1994: Godplayer (Earache Records)
- 1996: Machine Parts +4 (Relapse Records)
- 2008: Split 7"s 7" uitgebracht met de nummers van de split met Converge aan de ene kant en de nummers van de split met Violent Society aan de andere kant (Relapse Records)

### DVD's
- 209: For the Ugly and Unwanted – This Is Grindcore (Season of Mist)

### Splits
- 1996: split met Spazz (Bovine Records)
- 1997: split met Rupture (Relapse Records)
- 1997: split met Converge (Hydra Head Records)
- 1997: split met Melvins (Reptile Records)
- 1997: split met Violent Society (Relapse Records)
- 2007: split met Narcosis/Total Fucking Destruction (Calculated Risk Records)
- 2013:The Axiom of Post Inhumanity split met Bastard Noise (Relapse Records)

### Andere publicaties
- 1999: Goodbye Cruel World (compilatie van livemateriaal en zeldzaamheden) (Relapse Records)
- 2008: For Drug Crazed Grindfreaks Only! Live at Noctum Studios + 1 (Relapse Records)
- 2008: This Comp Kills Fascists Vol. 1 (Relapse Records)